# Dekanat jampolski
Dekanat jampolski – dekanat diecezji łucko-żytomierskiej na obszarze powiatu jampolskiego początkowo w guberni bracławskiej, następnie – w podolskiej.
W skład dekanatu wchodziły parafie:
- Jampol – Jampol, Cekanówka, Jaruga, Kosnica, Jankułów, Wolfangowka, Dobrzanka, Porohy, Dzygow-brod, Nieczajowka, Halzbijowka, Biała, Petraszeowka, Doroszowka, Iwonowka, Sobotowka, Michałowka, Flemenda.
- Czerniowce (lub Czernijowce) – Berezowka, Borowka, Bukatynka, Kossy, Łużek, Mojowka, Mierzwińce, Pielenowka, Saińka, Sokoł, Skałopol, Widła, Wołodyowce, Ludwikowka, Serby, Szenderowka.
- Dzygówka – Dzygówka, Rusawka, Felicjanówka, Jałaniec, Ratusz, Pisatzówka, Klembówka, Sciana, Trościaniec, Wiatrówka, Kaczkówka, Podlesówka, Babczyńce, Busza, Słoboda-Buszańska, Mironówka.
- Krasne – Huta-Kraśniańska, Kraśnianka, Iwańkowce, Czeremoszne, Pirohow, Rachny-Polowe, Ujarzyńce, Buszynka, Sledzi, Rachny-Lasowe, Hryszowce, Łopatyńce, Zwedenowka, Strzelniki, Stroińce, Kobyłeckie, Szczucyńce, Jaroszynka, Lewkowce, Majdan, Huta-Szpikowka, Stojany, Ułyha, Ułyżka, Rohużna, Żachnowka, Iwonowce, Czernecze.
- Pieńkówka (lub Pańkówka) (zlikwidowana)
- Mołczany – Andrejowka, Huta Mołczańska, Łuka Mołczańska, Kopysterzyn, Pasynki, Telelińce, Kocmasow, Działow, Aleksiejowka.
- Marachwa – Adamowka, Sapieżanka, Popielowka, Golenczyńce, Ksiądzowka, Derebczyn, Derebczynka, Joachimowka, Dłużek, Semenowka, Michałowka, Tarasowka, Fedorowka, Wozniowce, Pieńkowa, Paciorowa.
- Tomaszpol – Ksiondzowka, Jaryszowka, Tomaszpolka, Ludwinowka, Siedlisko, Rakowa, Ihnatkow, Widły, Antonowka, Elżbietowka, Rożniatowka, Pieńkowka, Wielka Rusawa, Mała Rusawka, Aleksandrowka, Hotowo Rusawa, Izabelina, Jurkowka, Stanisławowka.
- Komargród (zlikwidowana)